# Mahajana
Mahajana (skt. mahāyāna „Wielki Wóz”, chiń.: 大乘, dàshèng; kor. 대승 taesŭng, jap.: 大乗, daijō, wiet. đại thừa) – kierunek buddyzmu, który wyodrębnił się w I wieku p.n.e.

## Geneza i historia
Jak wynika z badań, źródłem nauk mahajany jest wyłoniona na bazie przekazu Buddy Siakjamuniego ok. 320 r. p.n.e. tradycja mahasanghika, której odnalezione teksty, przechowywane obecnie m.in. w kolekcji Schøyen, datowane są na II w. n.e. np. Mahaparinivana Sutra spisana w języku gandhari królestwa Gandhara. Na mahajanę wpływ miał wtedy tzw. Greko-buddyzm, pochodzący z królestwa Greko-Baktryjskiego a potem  królestw Indo-Greckich, który stanowiął połączenie cywilizacji antycznej Grecji z ówczesnym buddyzmem. Przykładem są nauki Pyrrona z Elidy (ur. ok. 360 p.n.e., zm. ok. 286 p.n.e.), których rekonstrukcja dowodzi istnienia metod typowych dopiero dla madhjamaki, takich jak reductio ad absurdum, tetralemma, soteriologiczna wolność od skrajności (poglądów) tzw. ataraksja. Podczas pierwszego stulecia naszej ery mahajana rozprzestrzeniła się na tereny Dalekiego Wschodu. Następnie w Indiach w mahajanie pod wpływem tantryzmu hinduistycznego wyodrębniła się wadżrajana i w tej formie od piątego wieku naszej ery dotarła na Daleki Wschód, a od ósmego wieku, kiedy zaczęto popularyzować tantry jogi najwyższej, została przeniesiona do Tybetu i dalej do Mongolii. Obecnie mahajanę rozwija się szczególnie w krajach Dalekiego Wschodu oraz na Zachodzie.
Charakterystyczną cechą buddyzmu mahajany na tle nauk hinajany, tudzież theravady, jest zmiana ideału soteriologicznego, rozumienie „pustości” (sanskryt. Siunjata), nauki o naturze Buddy oraz zastosowanie terminu trzech ciał Buddy.

## Teoria
Ideałem staje się nie arhat, który osiągnął wyzwolenie od cierpień (nirwanę) poprzez wyrzeczenie się Samsary, ale bodhisattwa – czyli istota, która rozwinęła postawę bodhiczitty, aby osiągnąć Doskonałe Oświecenie dla pożytku wszystkich czujących istot. W tym celu bodhisattwa nie zważając na cierpienia samsary, decyduje się świadomie nadal odradzać po śmierci, aby nauczać innych i dać im także szansę na oświecenie. Ścieżka Bodhisattwy obejmuje 10 poziomów (sanskryt. bhumi), które odróżniają się w doskonaleniu oświeconych cech i właściwości, oczyszczaniu zasłon wyzwolenia od samsary, które osiąga się na 6 poziomie (bhumi) i zasłon niewiedzy (co do natury rzeczywistości Siunjata), którą w pełni się usuwa podczas Wadżra Samadhi na 10 poziomie (bhumi).
Ostatecznym celem mahajany stało się osiągnięcie Doskonałego Oświecenia, czyli trzech ciał Buddy, tzn. Nirmanakai, Sambhogakai oraz Dharmakai dla pożytku czujących istot. Urzeczywistnić to można poprzez praktykę sześciu transcendentnych cnót (sans. Paramita), ale w czasie trzech niezliczonych kalp (zgodnie z zasadami reinkarnacji).
Sześć transcendentalnych cnót, wyzwalających aktywności (Paramity) to:
1. szczodrość
2. etyczne (moralne) postępowanie
3. cierpliwość
4. radosny wysiłek (gorliwość, entuzjazm)
5. medytacyjne skupienie
6. mądrość

Poprzez praktykę paramit mahajana utrzymuje również duży nacisk nagromadzenie zasługi (praktykując paramity szczodrości, moralnego prowadzenia, cierpliwości, radosnych wysiłków) oraz nagromadzenie mądrości (praktykując paramity medytacyjnego skupienia i mądrości).
Kluczowe jest kultywowanie miłującej dobroci (sanskryt. Bodhiczitta) i pomaganie czującym istotom oraz medytacje nad brakiem wrodzonej inherentnej egzystencji własnej tożsamości „ja” oraz nad brakiem istnienia przejawień zjawisk (potocznie zwanego „pustością” sanskryt. Siunjata).
W mahajanie istnieją dwie tradycje nauk odnoszących się do natury rzeczywistości tzw. Siunjaty. Pierwsza tradycja związana jest z przekazem Nagardżuny o madhjamace „Środkowej Ścieżce”. Druga tradycja związana jest z przekazem Asangi o „naturze Buddy”, przekazem na którym później oparto nauki czittamatry. Przekaz Nagardżuny o „Środkowej Ścieżce” to podejście pomagające ukazać naturę rzeczywistości poprzez wyeliminowanie wszystkiego tego, co nią nie jest, tzn. wszystkich niewłaściwych „skrajnych” poglądów i praktyk. Przekaz ten jest precyzyjny w tym sensie, że nakierowuje w ten sposób na doświadczenie natury rzeczywistości nawet zanim faktycznie bezpośrednio się ją doświadczyło. Przekaz Asangi o „naturze Buddy”, to podejście pomagające za to ukazać naturę rzeczywistości, taką jaka powinna ona być. Ten drugi przekaz jest mniej precyzyjny, gdyż próbuje ująć doświadczenie natury rzeczywistości zanim faktycznie bezpośrednio się ją doświadczyło. Tym niemniej oba te przekazy bezsprzecznie się wspomagają tworząc jedną kompleksową całość.
Istotne są również nauki o całkowitym oczyszczeniu swojej karmy, cierpieniu oraz inne nauki przyjmowane z hinajany jako podstawa i odniesienie, np. Dwanaście ogniw współzależnego powstawania. Prawo działań karmy to prawo działań przyczyn i skutków, w myśl którego, poprzez dążenia i działania, istota gromadzi przyczyny, które w przyszłości objawią się jako skutki w ciągu obecnego życia, bądź przyszłych odrodzeń w samsarze. Nie ma tu jednak żadnego fatum, bądź przeznaczenia, gdyż karmiczne skutki działań można ciągle zmieniać.

## Praktyka
W tradycyjnej praktyce mahajany wyróżnia się dwa etapy:
1. medytacyjne wyciszenia (skt sziamata, tyb. szine), praktyka medytacyjnego przyzwyczajania się do dobroczynnych obiektów koncentracji, aż do uzyskania jedno-upunktowionego nieprzerwanego skupienia
2. doskonałe widzenie (skt wipasziana, tyb. laktong), praktyka poglądu na naturę rzeczywistości uzyskana pod wpływem medytacyjnego wyciszenia i analitycznej wiedzy, aż do urzeczywistnienia bezpośrednio mądrości o rzeczywistości (sanskryt. Siunjata)

Praktyki medytacyjnego skupienia i doskonałego widzenia (poglądu) stosuje się w ramach kultywowania w mahajanie Sześciu Transcendentalnych Cnót w celu nagromadzeniu zasługi i nagromadzeniu mądrości, aby osiągnąć Doskonałe Oświecenie dla pożytku wszystkich czujących istot.

## Tradycje mahajany
Szkoły silnie związane z pierwotną tradycją mahajany znajdziemy dziś w Tybecie, Bhutanie, Wietnamie, Chinach, Japonii, Mongolii oraz Korei. Jest najbardziej różnorodna, ze względu na największe rozpowszechnienie i łatwość asymilacji lokalnych tradycji. Obecnie poza tymi tradycyjnymi buddyjskimi krajami mahajanę można spotkać niemal na całym świecie. Wyewoluowała w różnych kierunkach jak wadżrajana, chán (a później zen), amidyzm, shingon i inne.